# گل‌یالی
گل‌یالی (به ترکی استانبولی: Gülyalı) یک شهرستان و منطقهٔ مسکونی در ترکیه است که در استان اردو واقع شده‌است. گل‌یالی ۰ متر بالاتر از سطح دریا واقع شده‌است.